# يو إس إس تكساس (1892)
يو إس إس تكساس هي سفينة حربية من طراز ما قبل المدرعات، شيدتها الولايات المتحدة في أوائل تسعينيات القرن التاسع عشر. تميزت بكونها أول سفينة حربية أمريكية يتم تكليفها، حيث صُممت استجابةً لامتلاك عدة دول في أمريكا الجنوبية سفنًا حربية مدرعة حديثة. سعت البحرية الأمريكية إلى دمج أحدث التطورات في التكتيكات والتصميم البحري، فتم تزويد تكساس بمدافع رئيسية مثبتة بشكل متدرج لتعزيز قوة النيران الأمامية، إلى جانب قلعة مدرعة في وسط السفينة لتعزيز دفاعاتها. لكن نظرًا للقيود الصناعية آنذاك، استغرق بناؤها وقتًا طويلًا، وبحلول لحظة دخولها الخدمة، كانت قد أصبحت قديمة بالفعل. ومع ذلك، شكلت هي والطراد المدرع يو إس إس ماين خطوة مهمة في تطوير التصميم البحري الأمريكي.
سرعان ما اكتسبت تكساس سمعة سيئة باعتبارها سفينة منحوسة بعد سلسلة من الحوادث المؤسفة. بدأت المشاكل أثناء بنائها، ثم جنحت قرب نيوبورت، رود آيلاند، وبعد ذلك غرقت أثناء رسوها في نيويورك، حيث استقرت في القاع حتى غمر سطح الماء مدافعها، مما أسفر عن خسائر بشرية. كما تعرضت لأضرار جسيمة أثناء إصلاحها في الحوض الجاف. لكن سمعتها تحسنت خلال الحرب الإسبانية الأمريكية، عندما حاصرت السواحل الكوبية وشاركت في معركة سانتياغو دي كوبا [الإنجليزية].

بعد الحرب، عادت تكساس إلى مهام وقت السلم وخضعت لعدة عمليات تجديد، حتى أصبحت سفينة محطة في تشارلستون، كارولاينا الجنوبية بحلول عام 1908. وفي عام 1911، أُعيدت تسميتها سان ماركوس لإفساح المجال لسفينة حربية جديدة تحمل اسم تكساس (BB-35). تم تحويلها لاحقًا إلى سفينة هدف وأغرقت عمدًا في المياه الضحلة بخليج تشيسابيك. خلال الحرب العالمية الثانية، استُخدمت كهدف لتجارب المدفعية، قبل أن يتم هدم أجزاء منها عام 1959، حيث اعتُبرت بقاياها خطرًا على الملاحة.
1. 1 2 3 4 5 6  Everett Gordon Bowen-Hassell; Samuel Loring Morison; James Longuemare Mooney, Dictionary of American Naval Fighting Ships (بالإنجليزية), LCCN:60060198, OCLC:2794587, OL:15859384W, QID:Q1210312